# Cristóbal Balenciaga
Cristóbal Balenciaga Eizaguirre, né le 21 janvier 1895 à Getaria et mort le 23 mars 1972 à Xàbia, est un couturier et modiste espagnol.
Il est l'un des plus grands couturiers, unanimement reconnu par ses pairs et surnommé « le maître » ou encore « le couturier des couturiers ». S'il débute bien avant la Seconde Guerre mondiale, c'est durant les années 1950 qu'il transforme totalement la silhouette féminine, la faisant évoluer pour atteindre finalement son apogée au début des années 1960. Son style classique et épuré lui vaut de compter parmi ses clientes fidèles le reine d'Espagne, la reine des Belges, la famille royale du Maroc, la princesse de Monaco et la duchesse de Windsor. Son travail a influencé de nombreux couturiers, tels que Oscar de la Renta, André Courrèges qui travailla dans son atelier, Emanuel Ungaro et Hubert de Givenchy qu'il aida. En 1968, le couturier décide de se retirer. La marque Balenciaga, appartient de nos jours à la holding française Kering.

## Biographie

### Débuts en Espagne
Cristóbal Balenciaga Eizaguirre est né le 21 janvier 1895 à Getaria, village de pêcheurs dans la province de Gipuzkoa au Pays basque espagnol. Il grandit dans un environnement modeste, entouré par son père marin-pêcheur et maire du village, de sa mère, couturière et de ses deux frère et sœur, Augustina et Juan Martín. Son père meurt jeune et laisse la mère de Balenciaga, Martina Eizaguirre, sans ressources et ses trois enfants à charge.
Martina, qui enseigne sa profession aux jeunes filles du village, initie très tôt Cristóbal à la couture, lui transmet son savoir-faire et sa passion. Selon la légende, c'est à l'âge de douze ans que la marquise de Casa Torres, alors cliente de Martina, remarque son don et son habileté. Elle lui confie alors une de ses robes en lui demandant de la reproduire. Il s'exécute, laissant transparaître son talent inné pour la couture et elle lui en commande d'autres. La marquise va ensuite l'encourager et le pousser à persévérer dans cette voie, et en 1908 il entre en apprentissage chez Casa Gomez de Saint-Sébastien comme tailleur.
À seize ans, il part quelques mois à Bordeaux pour parfaire son français. Un an plus tard en 1912, il entre au magasin du Louvre de Saint-Sébastien, rue Hernani, comme ouvrier aux côtés de Mademoiselle Victoria, première d'atelier pour dames. Il deviendra ensuite à son tour chef d'atelier chez New England.
À la fin des années 1910, sûr de son talent, il ouvre sa première maison de couture, rue Vergara, Saint-Sébastien, sous le nom de C. Balenciaga et engage une trentaine d'ouvrières. L'année suivante, les sœurs Benita et Daniela Lizaso s'associent à lui et injectent des capitaux dans son entreprise qui portera désormais le nom de Balenciaga y Compañía. Saint-Sébastien étant la résidence d'été de la cour d'Espagne, son talent l'amène à côtoyer et à habiller la famille royale, notamment la reine Victoria Eugenia et la reine mère María Cristina. Avec elles, c'est toutes les dames de la société qui deviennent clientes régulières de Balenciaga et sa renommée se consolide rapidement.
Il effectue des séjours à Paris où il se fait connaître comme acheteur chez les couturiers. Il y rencontre Worth, Jeanne Lanvin, Chéruit, Paquin, Lelong et notamment Coco Chanel avec qui il va lier une étroite amitié jusqu'à la fin de sa vie.
La chute de la monarchie espagnole en 1931 signe la fin d'une époque, sa clientèle privilégiée commence à disparaître. Mais fort de son succès et déjà bien entouré, notamment par Wladzio d'Attainville, fils d'une de ses clientes et qui sera l'amour de sa vie, Balenciaga ouvre une seconde maison de couture à Saint-Sébastien mais qui ferme rapidement.
C'est au début des années 1930 qu'il ouvre une maison à Madrid, rue Caballero de Gracia. Sa seconde maison ayant fait faillite, Balenciaga n'a plus le droit d'user de son nom pour ses maisons. C'est donc le nom de sa mère Eisa (Eizaguirre) que vont désormais porter ses maisons de couture, Eisa Costura. Quelques années après, une autre maison voit le jour à Barcelone, 10 rue Santa Teresa, dans son hôtel particulier.

### Paris
Mais la guerre civile de 1936 l'oblige à quitter l'Espagne et à fermer ses trois maisons de couture, existant déjà depuis presque vingt ans. Il tente dans un premier temps de se réfugier à Londres et de travailler chez Worth et chez Rouff. Mais dès juillet 1937, il s'installe à Paris et ouvre une maison au 10, avenue George-V sous le nom de Balenciaga, grâce à Nicolás Bizcarrondo et Virgilia Mendizábal — un couple de mécènes espagnols exilés en France — et à quelques fabricants de tissus français qui le connaissent du temps où il venait se fournir chez eux pour la cour espagnole. Il présente sa première collection parisienne en août 1937, qui remporte immédiatement un franc succès. Le Daily Express le surnommera même « le jeune Espagnol qui révolutionne la mode ». Un autre défilé deux ans plus tard, où il présente cette fois une collection inspirée du Second Empire français, remporte lui aussi un vif succès.
À la fin de la guerre d'Espagne, Balenciaga décide de rouvrir ses maisons locales. Celle de Madrid déménage rue José Antonio, sur les recommandations de la marquise de Casa Torres et compte désormais deux-cent cinquante employés ; sa sœur en prend la direction en 1948, jusqu'à sa fermeture en 1968. Son neveu, José Balenciaga, quant à lui, dirige celle de Barcelone. Il continue d'habiller l'aristocratie espagnole mais également des personnalités. Son succès grandissant, il élargit sa maison parisienne en 1939 en rachetant les locaux de Mainbocher, mitoyens aux siens avenue George-V.
Si la Seconde Guerre mondiale complique les activités parisiennes du couturier, elle ne les arrête pas vraiment. Il fermera juste sa maison en juillet 1940 pour la rouvrir en septembre afin d'éviter d'être réquisitionné. Les collections qui suivent pendant cette période de restriction sont des collections réduites pour une clientèle privée, fidèle à sa mode. Il introduit l'usage de la broderie et la passementerie dans ses robes du soir durant cette période. Pour pallier les restrictions et la baisse de qualité des tissus français, Balenciaga utilise ses maisons espagnoles pour importer illégalement du tissu étranger. La maison parisienne est à nouveau brièvement fermée par l'occupant début 1944, officiellement en raison de l'excentricité de ses chapeaux, peut-être aussi à cause des positions anti-franquistes de Nicolás Bizcarrondo et du fait que Cristóbal Balenciaga et Władzio d’Attainville sont fichés comme des "invertis notoires". Toutefois, comme pour d'autres maisons de couture, les relations exactes de Balenciaga, qui s'est toujours déclaré apolitique, avec l'occupant nazi, comme avec le pouvoir franquiste, restent sujet à controverses.
À la fin de la guerre en 1945, il faut reconquérir le public et relancer la haute couture parisienne. Balenciaga participe donc au Théatre de la Mode, exposition itinérante, installée dans un premier temps au pavillon de Marsan à Paris où sont mises en scène des figurines habillées par les plus grands couturiers de l'époque.
L'arrivée de Christian Dior en 1947 créé un véritable raz-de-marée dans l'univers de la mode mais Balenciaga n'en est pas pénalisé pour autant, lançant sa ligne « Tonneau ». Sa réputation est déjà bien établie auprès de la presse et de ses clientes à l'international, et sa mode ne peut faire concurrence à celle de Dior, les deux styles étant très différents. Dior ira même jusqu'à appeler Balenciaga « notre maître à tous ».
En 1948, la collection est encensée par Carmel Snow. Cette année-là, Balenciaga doit faire face au décès de son proche collaborateur et amant Wladzio d'Attainville, le 14 décembre. Va s'ensuivre une période difficile où il envisage d'arrêter toute activité, mais Dior réussit à le convaincre de ne rien abandonner. Il lance son premier parfum Le Dix, allusion à l'adresse de sa maison de couture à Paris, à cette période ; le deuxième suivra quelque temps plus tard La fuite des heures, puis un troisième Quadrille.
Il ouvre également une boutique au 10, avenue George-V, dans la partie rachetée à Mainbocher qui sera entièrement décorée par Christos Bellos.
André Courrèges intègre l'atelier Balenciaga en 1950 comme assistant. Les années 1950 voient Balenciaga ne se donner qu'à son œuvre, sa mode. Ce sera sans doute la décennie la plus importante de sa carrière, chaque collection voit fleurir une nouvelle pièce « maître ». Il passe du temps à recréer sa silhouette, à la parfaire. Chaque nouveau défilé est un réajustement du précédent, les coupes et les volumes sont affinés ; la presse de mode approuve. Ses créations de cette époque font appel aux manches melon, aux jupes ballon et à des tissus volumineux et lourds. L'année d'après, Balenciaga revient à des lignes plus fluides, avec des tailleurs semi-ajustés, cintrés devant et vagues derrière ; cette ligne sera appelée par Carmel Snow du Harper's Bazaar la « semi fitted look ». Il présente en 1955 la tunique, robe étroite deux pièces aux lignes droites et épurées. Vogue écrit : « Les changements que Balenciaga apporte chaque saison suffisent à faire dire que la femme Balenciaga de l'année est la référence même de la mode, la quintessence quasi-prophétique du moment ».
Il compte dans sa clientèle beaucoup de personnalités, notamment les actrices comme Marlène Dietrich, Ginger Rogers, Alice Cocéa, ou Carole Lombard, mais ne participe à aucun essayage excepté ceux de quelques amies privilégiées.
Balenciaga possède un appartement à Paris, avenue Marceau mais également une maison près d'Orléans, La Reyneirie, ainsi que deux appartements en Espagne, l'un à Madrid et l'autre à Barcelone. Mais le seul endroit où il se plaise totalement, excepté sa maison de couture parisienne, est sans doute sa maison à Igeldo, Guipuscoa au Pays basque.
En 1958, Balenciaga fait un voyage aux États-Unis et veut constater par lui-même son succès outre-Atlantique, tant la presse américaine parle de lui et les riches Américaines sont de fidèles clientes. Là-bas il découvre les usines de fabrication de prêt-à-porter et se rend compte que sa mode ne pourra jamais adhérer à ce mode de fabrication à grande échelle où tout est confectionné sur des machines. Il appartient au monde de la haute couture et de l'élégance et ne veut en aucun cas perdre ce qui lui donne tant de valeur. Très indépendant, il refuse également d'intégrer la Chambre syndicale de la haute couture pour continuer à créer sans devoir se plier à certaines contraintes et grâce à sa clientèle internationale extrêmement riche, il réussit à maintenir un chiffre d'affaires presque aussi important que les autres maisons de couture, avec un mode de fabrication beaucoup plus artisanal et un personnel moindre. Ses maisons espagnoles sont très importantes pour le bon fonctionnement de son entreprise, les matières et fournitures dont il use sont moins chères en Espagne, il crée donc pour moins de frais.
Le 12 mai de la même année, Balenciaga est fait Chevalier de la Légion d'honneur pour sa contribution à l'industrie de la mode. Il crée la même année les robes « Baby Doll » et en queue de paon, longues derrière et courtes devant.
Au début des années 1960, Il lance le parfum « Eau de Balenciaga ». Les parfums Balenciaga resteront une activité très annexe pour la maison. Balenciaga commercialise peu après une élégante ligne de vêtements de style sport. En 1966, Le Yorkshire Post titre « La bombe Balenciaga ». Son style devient de plus en plus épuré mais est toujours autant acclamé par la presse internationale.
L'année 1968 est une année de bouleversement social en France. C'est également le cas pour Balenciaga qui ne se retrouve plus dans les nouveaux codes et mœurs prônés par la société française, selon lui le luxe, l'élégance et la couture n'ont plus leur place dans ce nouveau monde. « Je ne suis pas fait pour habiller les gens de la rue » dit-il. Les « années Courrèges » et de la minijupe, le prêt-à-porter auront eu raison de sa créativité et il présente sa dernière collection haute couture.
Il prend donc la décision de fermer toutes ses maisons de couture après trente ans d'activités parisiennes, ce qui plonge le monde de la mode dans un grand désarroi ainsi que les centaines d'employés qui travaillaient pour lui jusqu'alors. Dans la seule interview qu'il donna de toute sa carrière, en 1971 au journal The Times, il déclara « C'était une vie de chien. »
Projet initié début 1968, il dessine tout de même l'année 1969, d'après une commande d'Air France, les uniformes des hôtesses de l'air de la compagnie nationale,. Deux ans plus tard, la maison équipe le personnel au sol d'une tenue différente. Malgré tout, dès le début, les uniformes rencontrent de nombreuses critiques,.
Il se retire ensuite en Espagne, dans sa maison d'Igeldo. On ne le reverra publiquement que lors de l'enterrement de Gabrielle Chanel en 1971, et son dernier travail dans le monde de la mode sera la création d'une robe de mariée pour la duchesse de Cadix, Carmen Martínez-Bordiú y Franco, en 1972. Il meurt le 23 mars d'une crise cardiaque à Xàbia, âgé de 77 ans. Il est inhumé à Getaria, sa ville natale.

### Reconnaissance
« Le Roi est mort » titre la bible de la mode en mars 1972 sans qu'il soit utile de préciser son nom. « Le couturier des couturiers », le plus grand d'entre eux,,, vient de mourir et reste dans la mode comme étant le plus respecté, vénéré et admiré,.
En Espagne, à ses débuts, Balenciaga achète des modèles aux couturiers parisiens, qu'il adapte, tout en réalisant ses propres créations ; rapidement, Madeleine Vionnet reconnait son talent et l'encourage à ouvrir sa maison. Peu après l'ouverture de celle-ci, Vogue écrit que « ses créations traverseront l'histoire, […] comme il ne suit aucune autre mode que la sienne, tout le monde le suit ». Jusqu'à la fin des années 1940, Cristóbal Balenciaga est un couturier reconnu pour la grande qualité de ses réalisations et leur simplicité, sans la prédominance sur la haute couture qu'il imposera peu après. Mais un événement va le faire se renouveler et laisser éclater sa créativité.
En 1947, alors que Christian Dior révolutionne la silhouette féminine avec son New Look, Balenciaga — son ami — refuse cette mode corsetée et contraignante pour la femme. « Architecte de la haute couture » ne cédant pas aux tendances,, il transcende la saisonnalité de la mode avec ses silhouettes sobres, durables, pragmatiques mais sophistiquées ; « il a la clientèle la plus élégante du monde » écrit Vogue,. Dans les années 1950, celui que Dior surnomme « notre Maître à tous », remodèle la silhouette féminine, puis l'épure : « incarnant à la fois le classicisme absolu et la modernité, Balenciaga devient insurpassable ».
Prudence Glyn, journaliste au Times, à qui le couturier donnera l'unique interview de sa vie, précise que ces années-là, « Dior est devenu un mot familier grâce à l'influence du New Look mais pour les puristes il y avait qu'une seule direction dans laquelle il fallait regarder, Cristóbal Balenciaga. » Gabrielle Chanel, que Balenciaga « admire » et à qui il donnera son amitié jusqu'à sa mort en 1971, le cite comme le seul couturier existant, considérant tous les autres comme de simples « dessinateurs de mode »,. « La haute couture est un grand orchestre que seul Balenciaga sait diriger, tous les autres créateurs que nous sommes suivons simplement ses indications » dit Christian Dior.
Pour beaucoup il reste une énigme : Balenciaga n'a pas de date symbolique comme peut l'avoir Dior, ou un style particulier comme celui de Chanel. Il n'est pas un phénomène culturel comme le sera Yves Saint Laurent plus tard. Refusant les interview à cause de « l'impossibilité absolue qu'il a d'expliquer son métier », rarement vu en public, sa vie privée est inconnue, ainsi que ses relations ; il fuit la presse, la publicité,, n'est d'aucune corporation, même pas inscrit à la Chambre syndicale. Ses défilés — silencieux — sont réservés à quelques privilégiés triés sur le volet. Certains journalistes, exaspérés, vont jusqu'à spéculer de son existence. « Le maître » refuse la mode pour ce qu'elle est, préférant le travail de coupe et le dessin de la silhouette.
Ce mystère qui l'entoure ne l'empêche pas d'obtenir des parutions dans les plus grands magazines mondiaux, grâce, entre autres, au soutien clairement affiché des très influentes journalistes Diana Vreeland et surtout Carmel Snow qui le désigne comme « le nec plus ultra de la mode ». Dès 1948, après avoir assisté à la collection du couturier, cette dernière décide de ne porter que du Balenciaga toute sa vie ; ce qu'elle fera : elle est retrouvée morte dans son lit en 1961, vêtue ainsi. Par la suite, c'est le puissant John Fairchild (en) du WWD qui parachève la réputation de Balenciaga. L'air hautain de Lisa Fonssagrives ou Dovima saisi par Henry Clarke, Louise Dahl-Wolfe, Georges Dambier, Richard Avedon ou Irving Penn puis affiché en couverture de Vogue ou d'Harper's Bazaar, perpétue la diffusion de l’élégance Balenciaga.
Pourtant loin d'être austère, il maintient une ambiance monacale dans sa maison et ses ateliers où le silence règne. En 1991 dans Vogue, Hubert de Givenchy, qui est largement soutenu par son mentor Balenciaga à ses débuts, décrit le couturier espagnol comme un homme « gracieux, élégant, pieux, simple, talentueux », disant par la suite que « Balenciaga était ma religion. Depuis que je suis croyant, pour moi, il y a Balenciaga et le Seigneur ». La métaphore, pour le couturier espagnol si proche de l'Église catholique et dont les références au costume religieux sont fréquentes, est souvent utilisée à différents niveaux : Le « moine de la couture » ou « l'évêque de la modernité » tel qu'on le nomme parfois,, « serait — et de loin — le pape de la couture moderne. Un homme au-dessus de tout soupçon, inattaquable et jamais égalé. Le deus ex machina de la machine à coudre que ni Chanel, ni Vionnet, ni Dior n'oseront jamais critiquer. […] si Dior a pris le pouvoir, le nouveau temple de la mode a désormais une nouvelle adresse, le 10, avenue George-V. » Balenciaga « continue de régner sur les esprits comme sur les ateliers de haute couture » ; la « légende de la mode » est, depuis ses débuts et encore de nos jours, totalement intouchable,.

## L'œuvre

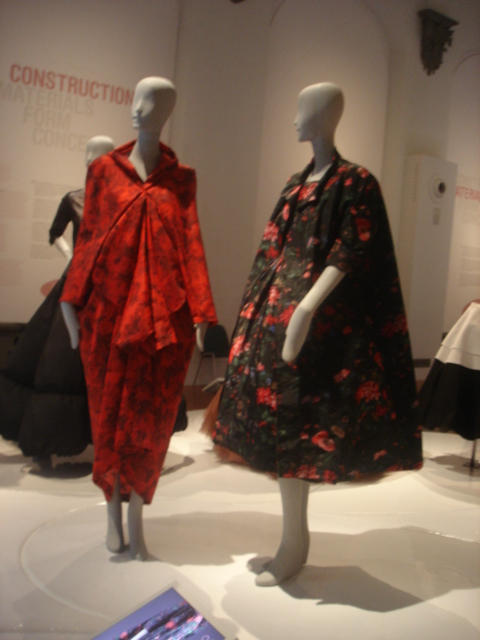
Robes de Cristóbal Balenciaga.

Considéré comme le plus grand des grands couturiers du XXe siècle, Balenciaga a accompagné par son œuvre de près l'évolution vestimentaire de la femme durant la première moitié du siècle. Son style, « net » et « épuré » aux lignes fluides, se caractérise par la sobriété, les combinaisons de couleurs audacieuses et son inspiration espagnole, comme les robes infante.
Durant les années 1940, il introduit des broderies et de la dentelle. Balenciaga puise dans le passé pour ses robes aux formes amples et arrondies, à l'opposé des silhouettes cintrées de Christian Dior, mais également dans les peintres classiques ou les costumes folkloriques. Durant ses plus grandes années, vers 1950, il sera souvent opposé, avec ses lignes fluides, au New Look de Dior qui triomphe alors à Paris et dans le monde à partir de 1947. Viennent ensuite les lignes tonneau, au dos arrondi et à la taille décentrée, semi-ajustée, en 1951, la veste ballon en 1953 enveloppant le haut du corps dans un cocon, la robe tunique à la ligne droite et proche du corps deux ans plus tard, enfin la robe-sac et la robe-chemise en 1957. C'est avec un unique morceau de tissu qu'il créé un manteau d'apparence « sans couture » en 1961.

## Musée
Le Cristóbal Balenciaga Museoa a été inauguré en 2011 à Getaria, la ville natale de Balenciaga. Il occupe deux bâtiments, l'ancien palais Aldamar construit au XIXe siècle et une annexe moderne conçue par l'architecte Julián Argilagos. Le musée présente dans six salles la vie et l'œuvre de Balenciaga.

## Vie privée
Cristóbal Balenciaga était homosexuel, bien qu'il ait gardé sa sexualité privée tout au long de sa vie. L'amour de sa vie et son partenaire de longue date était le modiste franco-polonais Władzio Jaworowski d’Attainville, qui avait aidé à financer sa mise en place. À la mort d'Attainville en 1948, Balenciaga est tellement brisé qu'il envisage de fermer l'entreprise. Il refera finalement sa vie avec un autre membre de son studio, Ramón Esparza, qui restera son bras droit pendant 24 ans et l'accompagnera jusqu'à sa mort, avant de prendre la co-direction de la maison Chanel,.

## Rachat de l'entreprise
- 1978 : achat de la marque par l'entreprise de chimie Hoechst[14].
- 1986 : acquisition de Balenciaga par le groupe Jacques Bogart[20].
- 1987 : collection de prêt-à-porter, par Michel Goma, nommée Le Dix en hommage au parfum lancé en 1947[14].
- 1992 : le Belge Josephus Thimister remplace Michel Goma[14].
- 1995 : premiers pas de Nicolas Ghesquière chez Balenciaga
- 1997 : Nicolas Ghesquière est nommé à la direction artistique[44], puis présente sa première collection de prêt-à-porter féminin. Il va transformer la marque dans les années suivantes[45].
- 2001 : acquisition de la maison par la marque italienne Gucci, qui sera intégrée deux ans plus tard au département luxe du groupe PPR, désormais nommé Kering.
- 2011 : ouverture du musée Balenciaga au Pays basque[46],[47].
- 2012 : arrivée de Alexander Wang à la direction artistique[48].
- 2015 : Demna Gvasalia est nommé à la direction artistique[49].

## A la télévision
La série télévisée espagnole Cristóbal Balenciaga, lancée sur Disney+ en janvier 2024, retrace les 30 dernières années de la vie du couturier, de 1937 avec la présentation de sa première collection à Paris, jusqu'à sa retraite discrète, à travers l'interview qu'il donne à la journaliste Prudence Glynn pour le Times, l'une des très rares qu'il donne en cinquante ans de carrière, à la fin de sa vie en août 1971,. Balenciaga est incarné par l'acteur espagnol Alberto San Juan, entouré d'un casting international comprenant notamment Anouk Grinberg (Coco Chanel), Gabrielle Lazure (Carmel Snow) et Anne-Victoire Olivier (Audrey Hepburn) et Thomas Coumans (Wladzio D'Attainville).